# ビジネス中国語検定試験
ビジネス中国語検定試験（BCT）（ビジネスちゅうごくごけんていしけん、英: Business Chinese Test, BCT）は中国語を母国語としない人がビジネス活動をする上での中国語レベルを測定するために作られた試験である。中国政府に属する国家漢語国際推進グループ（国家漢弁）が北京大学に委託して開発した。中国政府が実施するHSK、YCTと並ぶ国際標準中国語試験であり、BCTは「中国語のTOEIC」と呼ばれている。ビジネス中国語検定は、ビジネスに関係する幅広い場面や日常生活、コミュニケーションで必要な中国語能力を測定するものである。シンガポール、アメリカ、韓国、オーストラリア、欧州各国、アジア各国など世界の主要な国や中国国内でも実施している。日本では、2007年から実施している。

## 出題内容
- 「ヒアリング・読解」：計100分
  - ヒアリング（試験時間約40分、出題数50問／満点500点
    - 4部構成。会話やスピーチとそれに関する質問を聞き、適切な解答を選択する問題など。

  - 読解　（60分、50問／500点）
    - 4部構成。文や図などを見て、適切な語句や文を選択する問題、比較的長い文を読み、質問に対する解答を10文字以内で書く問題など。
- 「会話・作文」：計50分
  - 会話　（10分、2問／50点）
    - 録音テープによってテーマと解答方法が示され、一定の時間内に解答内容の会話を録音。

  - 作文　（40分、2問／50点）
    - 文や図表を見て、指示に沿って文を作成。第1問が80 - 120字、第2問が250字以上。

## 受験料
- 「ヒアリング・読解」：4,000円（一般）、3,200(学生）
- 「会話・作文」：4,000円（一般）、3,200(学生）

両方受験することもできる。

## 試験会場
東京、大阪、名古屋、福岡、仙台
「会話・作文」は東京会場でのみ実施予定。

## 評価基準
| 5級 | かなり流暢に、適切に中国語を用いてビジネスに従事することができる。                     |
| 4級 | かなり上手に中国語を用いてビジネスに従事することができる。                             |
| 3級 | かなり効果的に中国語を用いてビジネスに従事することができる。                           |
| 2級 | ビジネスにおいて、簡単な中国語を用いて、限られたコミュニケーションを行うことができる。 |
| 1級 | 中国語を用いてビジネスに従事する能力がまだ備わっていない。                             |

## 点数と等級
| 級                       | 5級      | 4級     | 3級     | 2級     | 1級   |
| ------------------------ | -------- | ------- | ------- | ------- | ----- |
| ヒアリング・読解の点数   | 401-500  | 301-400 | 201-300 | 101-200 | 0-100 |
| ヒアリング・読解の総得点 | 801-1000 | 601-800 | 401-600 | 201-400 | 0-200 |
| 作文・会話の点数         | 41-50    | 31-40   | 21-30   | 11-20   | 0-10  |
| 作文・会話の総得点       | 81-100   | 61-80   | 41-60   | 21-40   | 0-20  |

2級以上に成績証明書が交付される。例えば、「ヒアリング・読解」の総得点が201～400点、あるいは「作文・会話」の総得点が21～40点だった場合は2級の成績証明書が交付される。成績証明書は「ヒアリング・読解」と「作文・会話」とで別々に交付される。